# Mireille Blanchard-Desce
Pour les articles homonymes, voir Blanchard.
Mireille Blanchard-Desce, née le 22 avril 1960, est une chimiste et directrice de recherches française, spécialiste de la chimie physique. Elle reçoit la médaille d'argent du CNRS en 2008.

## Biographie
Après un bac S, Mireille Blanchard-Desce entre en classe préparatoire au lycée Louis-le-Grand à Paris puis à l'École normale supérieure. En 1989, elle soutient sa thèse de doctorat en chimie sur les fils électriques moléculaires à l'université Pierre-et-Marie-Curie sous la direction de Jean-Marie Lehn, qui vient de recevoir le prix Nobel de chimie en 1987.
En 1985, elle entre au CNRS en tant que chargée de recherche. En 2000, elle bénéfice d'une dotation du programme ATIP-Avenir de la Fondation Bettencourt-Schueller et monte une équipe dédiée à l’activité photonique moléculaire au sein du laboratoire Synthèse et Électrosynthèse organiques (UMR 6510) à l'université Rennes-I. En 2011, elle intègre l'Institut des sciences moléculaires de l'université de Bordeaux et y créé l’équipe Phoenix, ouvrant de nouvelles collaborations entre la chimie, les neurosciences, l’optique et l'oncologie. Elle a déposé trois brevets qui peuvent être utiles pour la thérapie anticancéreuse.
Ses recherches portent sur la biophotonique, l'utilisation de la lumière pour analyser des objets biologiques mais aussi les modifier. Elles portent également sur l'optique non linéaire et visent à produire des matériaux pour le traitement de l'information.

## Distinctions
- 2024 : Grand prix Achille-Le-Bel[6]
- 2008 : médaille d'argent du CNRS[4]
- 2000 : dotation du programme ATIP-Avenir de la Fondation Bettencourt-Schueller[1]